# Arhopala imperiosa
Arhopala imperiosa är en fjärilsart som beskrevs av Hans Fruhstorfer 1934. Arhopala imperiosa ingår i släktet Arhopala och familjen juvelvingar. Inga underarter finns listade i Catalogue of Life.